# X-37B OTV-5
X-37B OTV-5 eller USA-277 var en flygning av en X-37B, för USA:s flygvapen. Uppskjutningen gjordes den 7 september 2017, Kennedy Space Center Launch Complex 39, Florida, med en Falcon 9-raket.
Efter 780 dagar i rymden återinträdde farkosten i jordens atmosfär och landade på Kennedy Space Center i Florida den 27 oktober 2019.
Efter uppskjutningen lyckades SpaceX att landa bärraketens första steg på Landing Zone 1, några kilometer från uppskjutningsplatsen.